# Chciałbym się ogolić
Chciałbym się ogolić – polski film krótkometrażowy z 1966, na podstawie scenariusza Andrzeja Kondratiuka oraz w jego reżyserii.
Film nakręcono w ówczesnym zakładzie fryzjerskim w Raszynie przy Alei Krakowskiej 41 (obecnie mieści się tam cukiernia).

## Obsada
- Ignacy Gogolewski - klient
- Zdzisław Maklakiewicz - fryzjer
- Adam Pawlikowski - śledzący samochód klienta

## Nagrody
1967:
- Andrzej Kondratiuk - Specjalne wyróżnienie uniwersytetów ludowych na MFFK w Oberhausen